# Arafoe aromatica
Arafoe es un género monotípico de plantas de la familia de las apiáceas. Su única especie: Arafoe aromatica, es originaria de Georgia.

## Taxonomía
Arafoe aromatica fue descrita por Pimenov & Lavrova y publicado en Botanischeskii Zhurnal. Moskow & Leningrad (St. Petersburg) 74: 102. 1989.